# 睡美人 (1959年電影)
《睡美人》（英語：Sleeping Beauty）是1959年由迪士尼上映的第16部经典动画长片。是迪士尼长篇电影史上第一部Super Technirama 70的寬螢幕电影。20年代所发行的迪士尼白金珍藏版DVD中收录了艾蜜莉·奥斯蒙献唱的主题歌“悠长美梦（Once Upon A Dream）”。本片的DVD由博伟在台湾发行，VCD由中录德加拉在中国大陆发行。

## 故事内容
史蒂芬国王與麗亚皇后誕下了小公主，取名為奧羅拉，全国人民都在慶祝小公主的誕生，而且休伯和史蒂芬這兩位国王從很久以前就有意合併一個國家，史蒂芬的女兒奧羅拉與休伯的兒子菲利浦就此定下娃娃親，在祝賀典禮上来了三位善良的仙子（花拉仙子、翡翠仙子、藍天仙子），她們輪流给小公主美好的祝福，在第二位仙子的祝福过后，邪恶的黑女巫-梅爾菲森特突然出现在大殿上，以公主祝福的名義施下詛咒，讓奧羅拉在十六歲生日之時被紡車針刺死。在梅爾菲森特狂笑着离去後，大家都嚇壞了，而第三位仙子的祝福將是如果公主被纺车针所刺會一直沉睡，直到得到真愛之吻才能醒來。随後，国王下令将全國的紡車全部燒毀。
三位仙子为了防止意外的发生，與国王與皇后商討後，化裝成農婦带着小公主悄悄離開了城堡，把小公主更名為-蔷薇玫瑰，並在一個茂密的森林中隐居。在蔷薇玫瑰十六歲當天，三位仙子为了籌備慶祝她的生日而把她支到森林採草莓，她們動用法力为蔷薇玫瑰做了禮服與蛋糕，而此時蔷薇玫瑰在森林中與她夢中的王子菲利浦相會了。邪惡的梅爾菲森特從未放棄她所施下的詛咒，她派遣出去尋找奧羅拉的手下都失敗而歸，梅爾菲森特而為此大發雷霆，她讓她最親近的寵物烏鴉親自去尋找奧羅拉的踪迹。此時，兩位仙子為了奧羅拉礼服的颜色而進行了衣服變色的魔法大戰，魔法的光辉引起了梅爾菲森特寵物烏鴉的注意，並追了过来，此时奧羅拉也回到家中，奧羅拉看到三位仙子為她準備的驚喜時高興不已，而三位仙子得知她將與她的夢中情人見面時，吿訴她其實就是奧蘿拉公主，並已經於菲利浦王子訂婚，不能再見到他後，奥萝拉失聲痛哭起来。此時，梅爾菲森特的寵物烏鴉在門外聽到了一切，便飛回去報告。
深夜，三位仙子悄悄將奧羅拉公主帶回了城堡，在三位仙子暫時離開奧羅拉公主所在的房間期間，奧羅拉公主中了梅爾菲森特的詭計，被其诱拐到城堡的塔頂，並教唆奧羅拉公主碰了紡車針，三位仙女匆匆赶到塔顶，但一切都晚了，三位仙子为了挽回一切則施法讓全國人民與奧羅拉公主一样都昏睡過去。梅爾菲森特將菲利浦王子抓走並將他囚禁起來，三位仙子得知後便悄悄潜入梅爾菲森特的城堡設法将菲利浦王子救了出来，并賜予神劍魔盾，梅爾菲森特施法企圖阻止菲利浦王子向史蒂芬的城堡前進，使史蒂芬的城堡布满了荊棘。在三位仙子的幫助下，菲利浦王子克服了重重困難，梅爾菲森特見狀，變身为一隻巨大的黑色巨龍，口噴烈焰對付菲利浦王子，三位仙子在王子的武器上施了法力，用真理之劍刺死了梅爾菲森特，一切都恢复了原狀。
随後，菲利浦王子到了塔顶，给了奧羅拉公主深情的一吻，奧羅拉公主从沉睡中甦醒過來，全国百姓也随之醒了过来，在大家的祝福之中，王子與公主翩翩起舞，從此他們便過上了幸福甜蜜的生活。

## 配音员
| 配音                                 | 配音                 | 配音                     | 配音                     | 配音                 | 配音              | 角色                                                          |
| 美國                                 | 台灣（新）           | 台灣（舊1）              | 台灣（舊2）              | 香港                 | 中國大陸          | 角色                                                          |
| ------------------------------------ | -------------------- | ------------------------ | ------------------------ | -------------------- | ----------------- | ------------------------------------------------------------- |
| 瑪麗·科斯塔                          | 薛晴 蔡永淳（唱）    | 陳美貞 瑪麗·科斯塔（唱） | 陳惠卿 瑪麗·科斯塔（唱） | 張佩德 陳美鳳（唱）  | 王儷樺 赵栗（唱） | 陸譯：奧羅拉公主/台譯：愛洛公主（Princess Aurora）            |
| 比爾·雪利                            | 王辰驊 謝文德（唱）  | 于正昇 比爾·雪利（唱）   | 于正昇 比爾·雪利（唱）   | 劉昭文 陶贊新（唱）  | 陸揆 刘晓明（唱） | 陸譯：菲力王子/台譯：菲利普王子（Prince Phillip）             |
| 艾莉諾·阿德里                        | 杜素真               | 馮友薇                   | 陳美貞                   | 陳淑芬               | 鄭建初            | 陸譯：黑巫婆/台譯：黑魔女（Maleficent）                       |
| 薇娜·費頓 芭芭拉·喬·艾倫 芭芭拉·魯迪 | 崔幗夫 李直平 丘梅君 | 陳惠卿 陳美貞 馮友薇     | 陳美貞 馮友薇 陳惠卿     | 莫蒨茹 譚淑嫺 黃鳳英 | 徐燕 張欣 周慶瑜  | 花拉仙子（Flora） 翡翠仙子（Fauna） 藍天仙子（Merry weather） |
| 泰勒·赫摩斯                          | 康殿宏               | 于正昇                   | 于正昇                   | 甄錦華               | 鄒赫威            | 史蒂芬國王（King Stefan）                                     |
| 薇娜·費頓                            | 蔡永淳               | 陳美貞                   | 馮友薇                   | 黃鳳英               | 徐燕              | 莉亞皇后（Queen Leah）                                        |
| 比爾·湯普森                          | 夏治世               | 官志宏                   | 官志宏                   | 陳曙光               | 黨同義            | 休伯國王（King Hubert）                                       |

## 歌曲
- "Hail to the Princess Aurora - Chorus
- "The Gifts of Beauty and Song" - Chorus
- "I Wonder" - Princess Aurora
- "Once Upon a Dream" - Princess Aurora、Prince Philip
- "Skumps" - King Hubert、King Stefan
- "Sleeping Beauty"(Title Song)
- "Poor Aurora" - Maleficent